# Shanpo (ort i Kina, Hubei Sheng, lat 30,09, long 114,34)
Shanpo är en ort i Kina. Den ligger i provinsen Hubei, i den centrala delen av landet, omkring 55 kilometer söder om provinshuvudstaden Wuhan. Antalet invånare är 29 148. Befolkningen består av 14 111 kvinnor och 15 037 män. Barn under 15 år utgör 15,0 %, vuxna 15-64 år 73 %, och äldre över 65 år 10,0 %.
Runt Shanpo är det tätbefolkat, med 427 invånare per kvadratkilometer. Närmaste större samhälle är Henggouqiao, 17,7 km söder om Shanpo. Trakten runt Shanpo består till största delen av jordbruksmark.
Genomsnittlig årsnederbörd är 1 713 millimeter. Den regnigaste månaden är juli, med i genomsnitt 238 mm nederbörd, och den torraste är december, med 29 mm nederbörd.